# Zastava M57
La Zastava M57 es una pistola semiautomática utilizada por el Ejército Popular Yugoslavo. Se trata de una copia bajo licencia de la Tokarev TT 33 soviética.
Fue adoptada en 1957. Tenía capacidad en su cargador para un cartucho más que la Tokarev (9 en vez de 8).  En 1970 comienza la producción de una pistola similar de calibre 9 mm, conocida como M70A.

## Variantes
M57 modelo básico.
M57A una versión mejorada de la M70 básica. Con un seguro externo.
M70A versión en 9 mm.
M70AA es una mejora de la modelo M70 básica. Posee seguro externo.
M88 versión más corta de la M70A.
M88A con seguro externo en la corredera, cachas de polímero.
- Datos: Q4053545
- Multimedia: Zastava M57 / Q4053545